# Magnaporthe grisea
Magnaporthe grisea, também conhecido como fungo da brusone do arroz, é um fungo patógeno vegetal, que causa uma importante doença que afecta a planta do arroz. Sabe-se agora que M. grisea consiste num complexo de espécies crípticas contendo pelo menos duas espécies biológicas que possuem nítidas diferenças genéticas e que não procriam entre elas. Membros do complexo isolados de Digitaria foram mais estreitamente definidos como M. grisea. Os restantes membros do complexo isolados do arroz e de outros hospedeiros foram renomeados Magnaporthe oryzae. Permanece alguma confusão sobre qual designação utilizar para o patógeno da brusone do arroz, pois os dois são usados por diferentes autores.
Os membros do complexo Magnaporthe grisea podem também infectar vários outros cereais com importância agrícola, incluindo trigo, centeio, cevada e mexoeira, causando doenças chamadas brusones. A brusone do arroz causa anualmente perdas de colheitas economicamente significativas, estimando-se que em cada ano esta doença destrua arroz suficiente para alimentar 60 milhões de pessoas. É conhecida a ocorrência deste fungo em 85 países de todo o mundo.

## Biologia e patologia

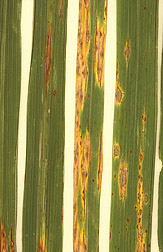
Lesões em folhas de arroz causadas por infecção de M. grisea

M. grisea é um fungo ascomicete. É um patógeno vegetal extremamente eficaz, pois pode reproduzir-se tanto sexuada como assexuadamente, para produzir estruturas infecciosas conhecidas como apressórios que infectam tecidos aéreos e hifas que podem infectar os tecidos da raiz.
Em 2004 foi demonstrado que além de infectar as plantas pela folha, M. grisea pode também infectar as raízes da planta. O modo de infecção da raiz é o mesmo da maioria dos fungos que infectam raízes: desenvolve longas hifas que formam um "emplastro" de infecção para conseguir o acesso ao interior da raiz. O fungo da brusone pode também invadir o sistema vascular da planta, crescendo no xilema e floema e bloqueando o transporte de nutrientes e água desde as raízes.
A infecção dos tecidos vasculares e da raiz é potencialmente fatal para a planta, ao cortar o fornecimento de água e nutrientes à raiz.
Em 2005 foi sequenciado o genoma completo de M. grisea. Prevê-se que este organismo tenha mais de 11000 genes. Espera-se que o conhecimento do genoma revele os mecanismos da interacção fungo patogénico-planta, tanto na infecção aérea como das raízes.

## Distribuição
A brusone do arroz foi provavelmente registada pela primeira vez como doença da febre do arroz na China em 1637. Mais tarde foi descrita como imochi-byo no Japão em 1704, e como brusone na Itália em 1828. Em 1996 a brusone do arroz foi encontrada na Califórnia, Estados Unidos, e desde então tem sido encontrada em relvados de campos de golfe no Midwest dos Estados Unidos.
Algumas estirpes do fungo podem infectar gramíneas domesticadas como a cevada, trigo, centeio, mexoeira e relvados, além do arroz. Assim, mesmo quando as colheitas são queimadas para destruir a infecção fúngica, ervas daninhas podem funcionar como reservatórios da doença. A doença pode ter nomes diferentes consoante a cultura infectada:  brusone do arroz, brusone do trigo, brusone do centeio e assim por diante.

## Etiologia
A Brusone é a principal doença da cultura do arroz a nível mundial, sendo ocasionada pelo fungo Magnaporthe oryzae, o qual causa infecções na folha bandeira, e consequentemente a planta produz panículas com grãos chochos, a doença afeta gravemente a planta desta forma, limitando sua produção. Todas as fases do ciclo da doença são influenciadas por fatores climáticos, a doença pode ocorrer em todas as partes da planta desde o estágio inicial de desenvolvimento a produção de grãos.
Fatores que propiciam o desenvolvimento da doença: a deposição de orvalho ou gotas de chuva; as altas temperaturas, entre 25 ºC a 28 ºC; elevada umidade do ar, acima de 90%; excesso de adubação nitrogenada; plantas muito próximas e a baixa luminosidade. Estes fatores propiciam o desenvolvimento e o agravamento da enfermidade. A fonte de inóculo são sementes infectadas e os restos culturais deixados na lavoura, e a infecção secundária tem como fonte as lesões esporulativas das folhas. (LOBO, FILIPPI; 2017)
A disseminação do patógeno ocorre principalmente pelo vento, e após o patógeno estar na superfície da planta e na água inundada ele penetra a planta pela cutícula, raramente pelos estômatos, sendo esta colonização dos tecidos facilitada por toxinas que causa a morte das células, e ainda por hifas que se desenvolvem no tecido morto da planta. (H. Kimati, 1997)

## Controle
O fungo foi capaz de desenvolver resistência tanto aos tratamentos químicos como à resistência genética desenvolvida por criadores de plantas em algumas variedades de arroz. Pensa-se que o fungo consegue tal resistência por meio de mudança genética por mutação. Os investigadores esperam que ao terem a informação da sequência total do genoma do fungo seja possível o desenvlvimento de métodos de controlo efectivos. Por exemplo, mostrou-se que um M. grisea mutante incapaz de produzir o apressório não tem capacidade de infectar o arroz.

## Arma biológica
Esporos de M. grisea foram preparados como arma biológica anti-planta de modo independente pelos Estados Unidos e União Soviética durante a Segunda Guerra Mundial. Sabe-se que os Estados Unidos efectuaram pesquisas sobre este agente para uso contra a cultura de arroz do Japão durante a Segunda Guerra Mundial. O Serviço de Guerra Química dos Estados Unidos trabalhou com cientistas canadianos e britânicos para converter a brusone do arroz numa arma biológica mas no fim da Segunda Guerra Mundial na Europa não se encontrava pronta para uso no campo de batalha. Como os esporos não suportavam bem o tempo quente, pensava-se que este agente não tinha grande potencial como arma biológica. A investigação de armas biológicas dos Estados Unidos voltaria a focar a sua atenção sobre M. grisea como arma durante a década de 1960. Entre 1962–1969, esporos de M. grisea foram produzidos pela Charles Pfizer and Company e enviados para Fort Detrick. As existências de M. grisea foram destruídas durante o processo de desmilitarização de armas biológicas dos Estados Unidos, completado em 1973. Existem também receios de que M. grisea possa ser usado como arma biológica por uma organização terrorista.